# NGC 1516
NGC 1516 est une paire de galaxies située dans la constellation de l'Éridan à quelque 470 millions d'années-lumière de la Voie lactée. Cette paire été découverte par l'astronome germano-britannique William Herschel en 1786 qui n'en voyait qu'une seule dans son télescope. Plus tard, Ormond Stone a découvert qu'il y avait à cet endroit deux galaxies qui ont été inscrites au New General Catalog sous les cotes NGC 1524 et NGC 1525.

## Caractéristiques
Sa vitesse par rapport au fond diffus cosmologique est de